# Маљано Сабина
Маљано Сабина (итал. Magliano Sabina) је насеље у Италији у округу Ријети, региону Лацио.
Према процени из 2011. у насељу је живело 2075 становника. Насеље се налази на надморској висини од 178 м.

## Становништво
Према резултатима пописа становништва 2011. у општини је живело 3.799 становника.
| 1936. | 1951. | 1961. | 1971. | 1981. | 1991. | 2001. | 2011. |
| ----- | ----- | ----- | ----- | ----- | ----- | ----- | ----- |
| 4.264 | 4.386 | 4.348 | 3.672 | 3.577 | 3.702 | 3.745 | 3.799 |